# Domfront-en-Champagne
Domfront-en-Champagne è un comune francese di 1 002 abitanti situato nel dipartimento della Sarthe nella regione dei Paesi della Loira.

## Società

### Evoluzione demografica
Abitanti censiti